# Another Level (Another Level)
Another Level è il primo ed eponimo album in studio del gruppo pop britannico Another Level, pubblicato nel 1998.

## Tracce
1. Into Another Level – 1:08
2. Freak Me – 4:55
3. Rain – 4:10
4. I Want You for Myself – 5:08
5. I Can See You In My Mind – 2:30
6. Guess I Was a Fool – 5:26
7. Girl What You Wanna Do (featuring Shola Ama) – 4:22
8. Whatever You Want – 4:16
9. Don't Cry – 3:51
10. Anytime You Need Me (Just Call Me Up) – 4:16
11. Be Alone No More (featuring Jay-Z) – 3:58